# راکون کوتوله
راکون کوتوله (نام علمی: Procyon pygmaeus) نام یک گونه از سرده خرسکی‌ها است.